# Савенко, Богдан Владимирович
Богдан Владимирович Савенко (укр. Богдан Володимирович Савенко; род. 20 ноября 1974, Киев, Украинская ССР, СССР) — советский и украинский хоккеист, игравший на позиции правого нападающего.

## Карьера

### Клубная
Выступал за украинские клубы Киева и Киевской области ШВСМ, «Сокол» и «Беркут» (позднее «Подол»). В США и Канаде выступал за «Ниагара-Фоллс Тандер», «Индианаполис Айс», «Квебек Рафальс», «Порт-Гурон Бордер-Кэтс». Выступал также в Финляндии («Лукко», «Спорт» и «КалПа»), Чехии («Слезан» из Опавы и «Гавиржов Пантерс»). В чемпионате России выступал за питерский СКА и московский «Спартак».

### В сборной
В сборной играл на Олимпийских играх 2002 года, проведя там 4 матча и набрав одно очко (голевая передача). Сыграл на пяти чемпионатах мира в 30 матчах, забросив 2 шайбы и отдав 4 голевых паса.